# Keshena
Keshena és una concentració de població designada pel cens dels Estats Units a l'estat de Wisconsin. Segons el cens del 2000 tenia 1.394 habitants.

## Demografia
Segons el cens del 2000, Keshena tenia 1.394 habitants, 353 habitatges, i 296 famílies. La densitat de població era de 63,5 habitants per km².
Dels 353 habitatges en un 58,1% hi vivien nens de menys de 18 anys, en un 31,2% hi vivien parelles casades, en un 40,5% dones solteres, i en un 16,1% no eren unitats familiars. En el 13,9% dels habitatges hi vivien persones soles el 6,5% de les quals corresponia a persones de 65 anys o més que vivien soles. El nombre mitjà de persones vivint en cada habitatge era de 3,85 i el nombre mitjà de persones que vivien en cada família era de 4,07.
Per edats la població es repartia de la següent manera: un 46,1% tenia menys de 18 anys, un 9,3% entre 18 i 24, un 26,1% entre 25 i 44, un 13,2% de 45 a 60 i un 5,3% 65 anys o més.
L'edat mediana era de 20 anys. Per cada 100 dones de 18 o més anys hi havia 89,6 homes.
La renda mediana per habitatge era de 19.792 $ i la renda mediana per família de 20.526 $. Els homes tenien una renda mediana de 22.115 $ mentre que les dones 20.170 $. La renda per capita de la població era de 8.578 $. Aproximadament el 43,9% de les famílies i el 45,8% de la població estaven per davall del llindar de pobresa.

## Poblacions més properes
El següent diagrama mostra les poblacions més properes.